# Кантон (Пенсилванија)
Кантон (енгл. Canton) град је у америчкој савезној држави Пенсилванија.

## Демографија
По попису из 2010. године број становника је 1.976, што је 169 (9,4%) становника више него 2000. године.
| Група             | 2000.         | 2010.         |
| Белци             | 1.779 (98,5%) | 1.911 (96,7%) |
| Афроамериканци    | 6 (0,3%)      | 1 (0,1%)      |
| Азијати           | 1 (0,1%)      | 2 (0,1%)      |
| Хиспаноамериканци | 6 (0,3%)      | 28 (1,4%)     |
| Укупно            | 1.807         | 1.976         |